# Lasioserica sausai
Lasioserica sausai är en skalbaggsart som beskrevs av Ahrens 2000. Lasioserica sausai ingår i släktet Lasioserica och familjen Melolonthidae. Inga underarter finns listade i Catalogue of Life.